# Brzeźnica (powiat łobeski)
Brzeźnica – wyludniona wieś w Polsce położona w województwie zachodniopomorskim, w powiecie łobeskim, w gminie Węgorzyno, w sołectwie Brzeźniak.
Ulicówka o zabudowie luźnej, głównie parterowej. Położona przy zbiegu dróg z Brzeźniaka, Wiewiecka, Ginawy i Jankowa Pomorskiego. Rozciąga się na przestrzeni 300 m, na południowy wschód od jeziora Brzeźno, po południowej stronie linii kolejowej Runowo Pomorskie – Węgorzyno – Drawsko Pomorskie – Chojnice.

## Historia
W 1866 roku wieś liczyła 52 mieszkańców (25 domów), a folwark - 92 mieszkańców. Miejscowość stanowiła własność rodu von Borck, a wcześniej Wedlów. Po II wojnie światowej funkcjonował tu PGR. Znajdowała się tu również szkoła.
Polska nazwa Brzeźnica została formalnie nadana 12 lutego 1948 roku w miejsce niemieckiej nazwy Bernsdorf. Zaraz po zakończeniu II wojny światowej przejściowo stosowane były również formy Borynów, Lipki, Zbrojewo.
W latach 1975–1998 miejscowość administracyjnie należała do województwa szczecińskiego.

## Zabytki
- Kościół filialny pw. Matki Bożej Królowej Polski z XVIII wieku; położony na wzgórzu w zachodniej części wsi, przy linii kolejowej. Murowany, szczyty ryglowe, tynkowane. Od zachodu przylega drewniana wieża, na planie kwadratu, zwieńczona ostrołukowo. Kościół niezabezpieczony, pozbawiony wyposażenia (barokowy ołtarz oraz posąg anioła przeniesiono do Węgorzyna)[11].
- dom zarządcy, ceglany, parterowy z pięterkiem w ścianie szczytowej[12].

## Przyroda
W Brzeźnicy i jej okolicach rosną okazałe drzewa:
- lipa szerokolistna o obwodzie 425 cm; przy drodze na zachód od nieistniejącego już budynku zarządcy
- dwie wierzby białe, w tym jedna o obwodzie 400 cm; obok mostku na Brzeźnicy
- topole o obwodach 350–425 cm; przy drodze do Zajezierza, za wiaduktem kolejowym